# بيتي آن كيغان
بيتي آن كيغان (بالإنجليزية: Betty Ann Keegan)‏ (و. 1920 – 1974 م) هي سياسية من الولايات المتحدة الأمريكية ولدت في سبرينج فيلد، إلينوي.